# Гряда (рельеф)

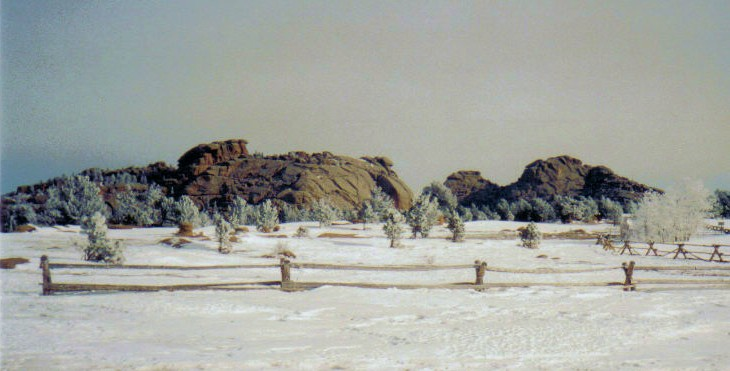
Выветрившиеся остатки горной гряды в горах Ларами, США

Гряда́ — цепочка гор (горная гряда), холмов, обнажений горных пород. Грядой также называется протяжённая узкая возвышенность с плоскими вершинами и крутыми склонами.
Этимологию слова Г. А. Крылов возводит к индоевропейским корням по аналогии с «грудь» (в раннем смысле «возвышенность», ср. лат. grandius). Фасмер выводит современный смысл от славянского «гряда» — «балка» через цепочку «бревно, возвышение, отмель».

## Озовые и камовые гряды
Возвышенности-гряды зачастую образованы отложениями, относящимися к концу последнего оледенения. 

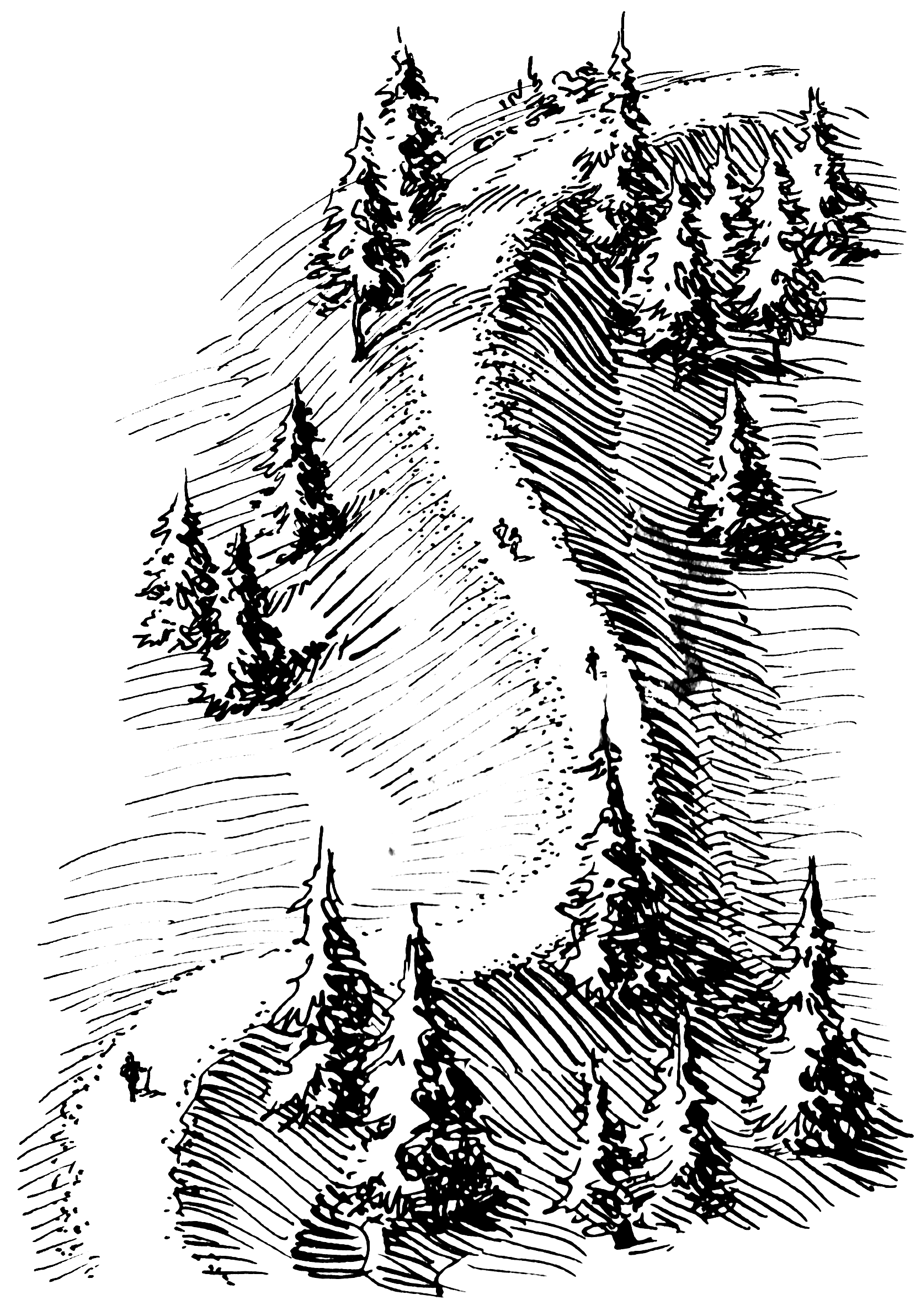
Озoвая гряда (ледниковый вал)

Озовые гряды больше всего напоминают железнодорожные насыпи: это линейно вытянутые, узкие грунтовые валы высотой до нескольких десятков метров, шириной от 100—200 м до 1-2 км и длиной (с небольшими перерывами) до нескольких десятков, редко сотен километров. Озовые гряды сложены хорошо промытыми слоистыми песчано-гравийно-галечными отложениями с глыбами валунов, оставленными  потоками талых вод, протекавших по каналам и долинам внутри покровных ледников. Озы распространены в Канаде, Швеции, Финляндии и на северо-западе России.
Куполовидные крутосклонные холмы-камы, обычно беспорядочно разбросанные, на краях бывших ледников иногда образуют крупные камовые гряды (например, Липовые горы на западе от Луги).

## Западно-Сибирские гряды

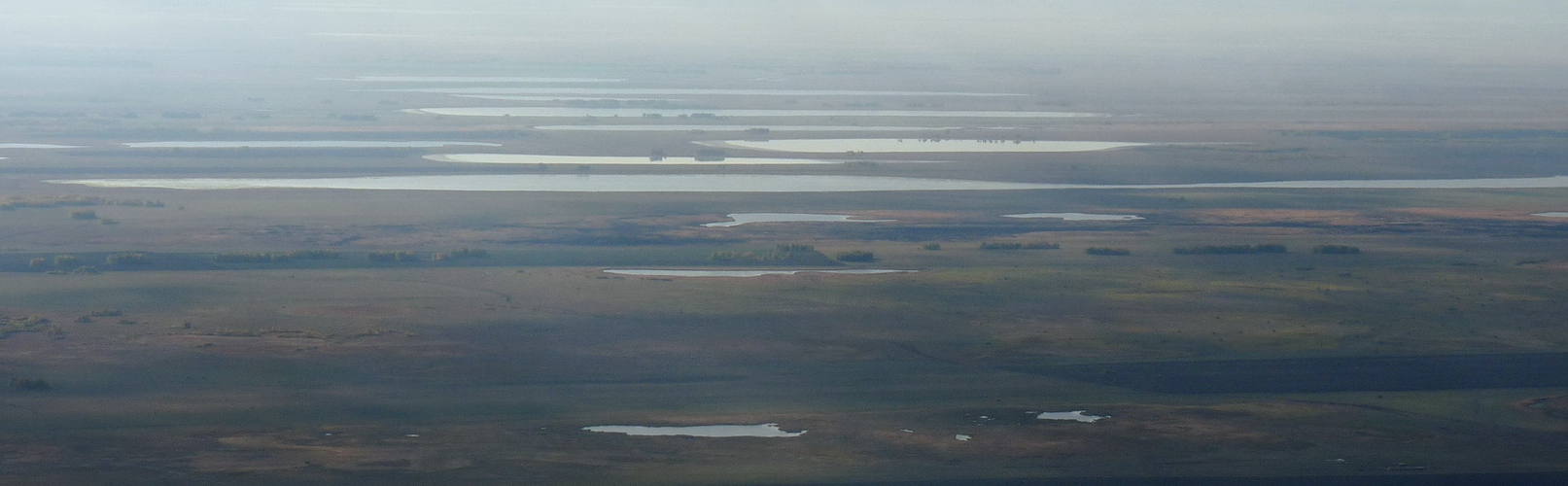
Фотография с самолёта. На фото хорошо видны межгривные впадины, заполненные талыми снеговыми водами.

На территории Западно-Сибирской равнины распространены гряды, которые часто называют гри́вами (не путать с другими гривами — возвышенностями в пойме рек). Гряды здесь линейно-вытянутые в основном с северо-востока на юго-запад, относительная высота обычно составляет несколько метров, иногда 20 метров и выше; ширина изменяется от 300 м до 1 км, а длина от нескольких до десятков километров. Наиболее крупные гривы находятся в центральной части Барабинской низменности. К западу и югу их размеры уменьшаются.
Межгривные понижения также имеют вытянутую форму. В понижениях образовались многочисленные озёра разных размеров, а в некоторых из них пролегли речные долины. Так как весной возвышенные участки быстрее освобождаются от снега, гривы часто используются для посадки сельскохозяйственных растений или для выпаса скота.
Термин грива достаточно часто встречается в качестве части географического названия, например Волчья Грива,Чистая Грива.

### Происхождение
В отношении происхождения среди учёных нет единого мнения. Считается, что они сформировались в Западной Сибири в период последнего оледенения (22—14 тыс. лет назад), однако механизм процесса до конца не ясен.
Среди возможных вариантов рассматривается как следствие водно-эрозионных или ветро-эрозионных процессов.
Другой более современной попыткой объяснить происхождение грив является теория Гросвальда о гидросферных катастрофах. По этой версии, формирование грив было обусловлено не медленными долгосрочными процессами эрозии, а относительно быстрыми, в результате «гидросферных катастроф», таких как прорыв больших объёмов воды с быстрым затоплением огромных территорий. Особенностью теории Гросвальда так же является направление потоков воды — не к Северному Ледовитому океану, а от него вглубь материка.